# Волошновский сельский совет (Роменский район)
Волошновский сельский совет (укр. Волошнівська сільська рада) — упразднённая административная единица в составе
Роменского района Сумской области Украины, включает единственное село — Волошновка. Сельский совет образован 26 июля 1994 года.
Административный центр сельского совета находился в селе Волошновка, ул. Центральная, 34.
.